# Otto Schily
Otto Georg Schily (Bochum, Észak-Rajna-Vesztfália, 1932. július 20. –) ügyvéd, először a Zöldek, majd az SPD politikusa, szövetségi belügyminiszter.

## Életpályája
Münchenben, Hamburgban és Berlinben tanult jogot. A Vörös Hadsereg Frakció (RAF) tagjainak egyik védőjeként elhíresült Schily az egyetem után öt évig ügyvédként dolgozott. 1980-ban alapító tagja a Zöld Pártnak, 1983-ig a Parlament tagja, ahol a parlamenti frakción belül a reálpolitikai szárnyhoz tartozott, vagyis azokhoz, akik már akkor lehetőséget láttak az SPD-vel való együttműködésben. 1984 és 1986 között a pártadományokat vizsgáló bizottság tagja.
1989-ben kilépett a pártból, és visszaadta képviselői megbízását. Csatlakozott az SPD-hez, 1990 és 1994 között tagja a gazdasági kapcsolatokkal, valamint a környezettel és a nukleáris biztonsággal foglalkozó bizottságnak, és a Treuhand privatizációs irodát átvizsgáló bizottságnak is. Ugyanebben az időszakban teljes jogú tagja volt annak a bírói bizottságnak, akiket a Bundestag a Szövetségi Alkotmány Bíróságba választ, továbbá számos bizottság mellett póttagja volt a Jogi, illetve a Belügyi Bizottságnak is. A szociáldemokrata-zöld koalíció idején, 1998-tól 2005-ig szövetségi belügyminiszter volt, s rendpárti politikus lett. 2005 óta nyugdíjas.